# Palazzo Braschi

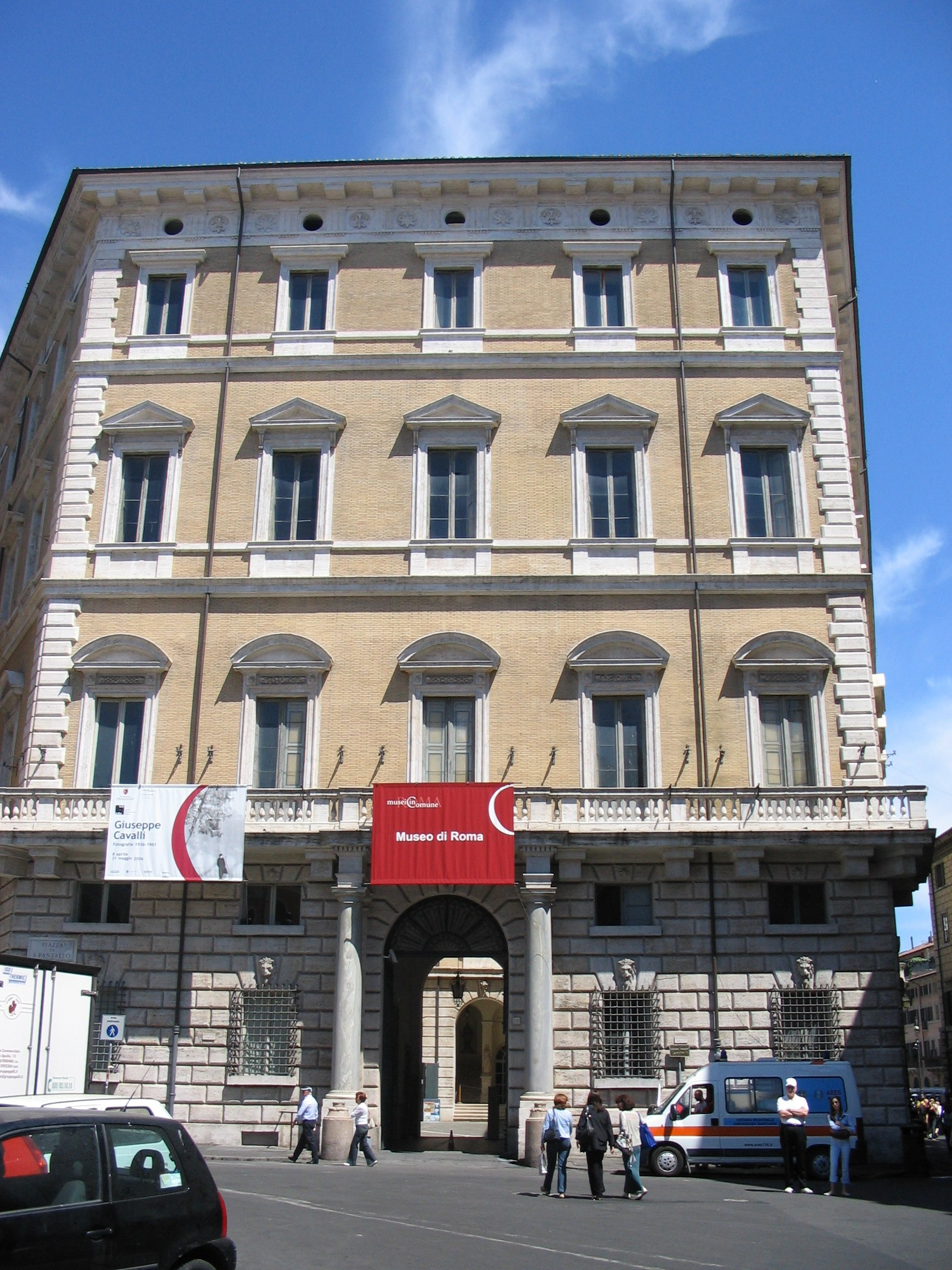
Smalle gevel

Palazzo Braschi is een groot neoclassicistisch paleis in het centrum van Rome. Het is gelegen tussen de Piazza Navona, de Corso Vittorio Emanuele II ter hoogte van het Campo de' Fiori, en de Piazza di Pasquino. Het heeft een trapeziumvormige plattegrond en een grote binnenplaats.

## Geschiedenis
In 1790 kocht paus Pius VI, eigenlijk Giovanni Angelo Conte Braschi, het Palazzo Santobono voor zijn familie. Dat paleis was in de 15e eeuw gebouwd voor de familie Orsini en later voorzien van een loggia met uitzicht op de Piazza Navona. Vervolgens werd het aangekocht door de prinselijke familie Caracciolo di Santobono uit Napels, die het aan de paus overdeed. De Braschi’s lieten het paleis compleet herbouwen in neoclassicismestijl door de architect Cosimo Morelli. Het was bestemd voor een neef van de paus, graaf Luigi Braschi Onesti (1745-1816), voor wie zijn nepotistische oom het hertogdom van Nemi had gecreëerd.

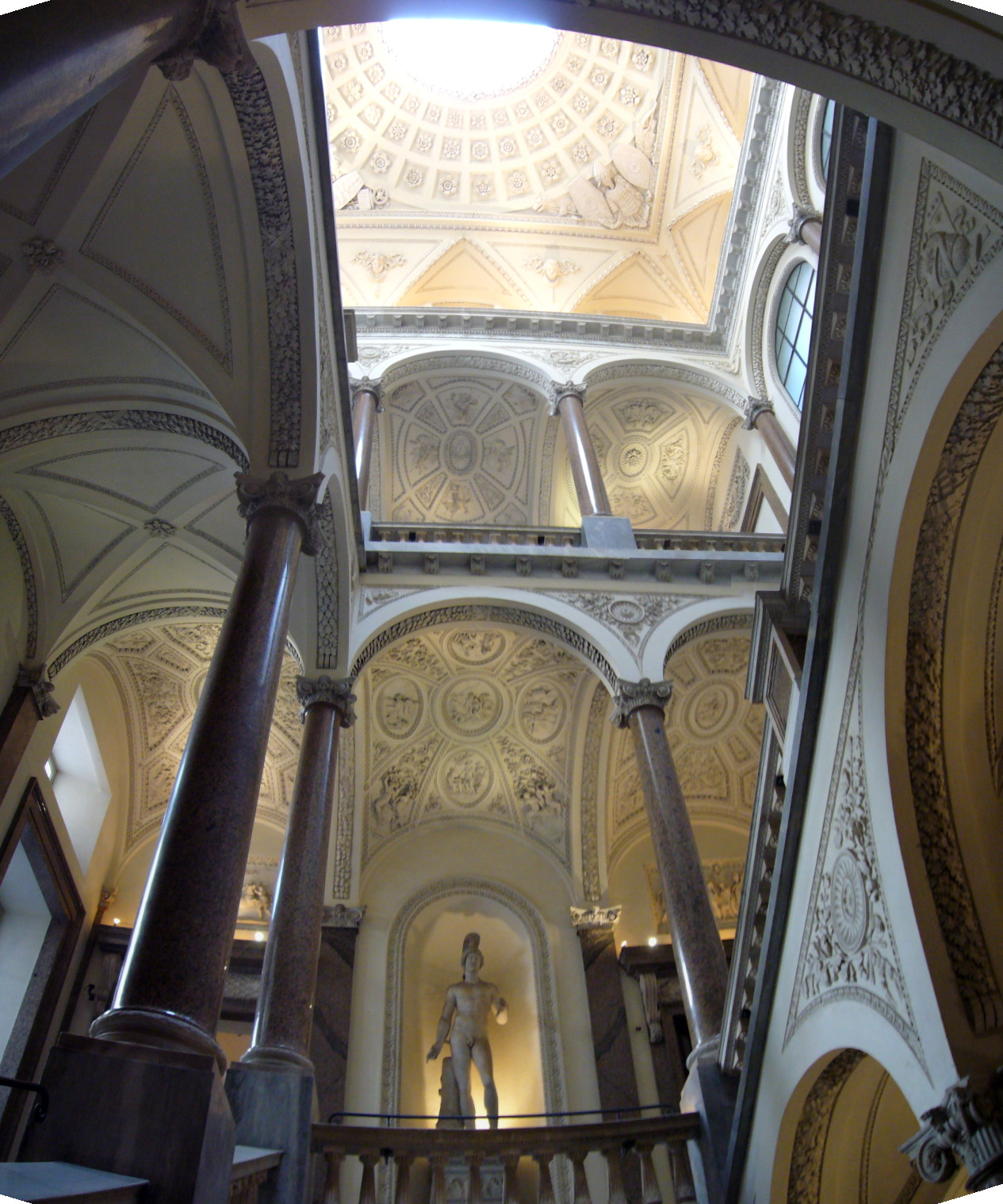
Marmeren baldakijnen boven de eretrap

In 1798 was de bouw tijdelijk stopgezet en werd het gebouw geconfisqueerd door de Franse bezetters van Rome. In 1809 kon Braschi Onesti zijn paleis definitief betrekken, aangezien hij door Napoleon was benoemd tot burgemeester van Rome bij de stichting van het Departement Rome. Bij het overlijden van de hertog in 1816 was het aanzienlijke familiekapitaal aan de bouw opgegaan, terwijl het paleis nog niet af was. In 1871 verkochten de erfgenamen het kolossale gebouw aan de Italiaanse staat.
In de fascistische periode diende Palazzo Braschi als zetel van het Ministerie van Binnenlandse Zaken en als partijhoofdkwartier van Benito Mussolini. Ten tijde van de Tweede Wereldoorlog waren er (tot 1949) 300 families vluchtelingen ondergebracht, die door het stoken van kampvuren de fresco's en mozaïekvloeren beschadigden. Sinds 1952 bevat het paleis het Museo di Roma (Historisch museum van de stad Rome).
In 2002 werd het na restauratie heropend. Het gebouw herbergt werken van onder andere Jan Miel, Andrea Sacchi en François Duquesnoy.